# Oebola Dalam
Oebola Dalam is een bestuurslaag in het regentschap Kupang van de provincie Oost-Nusa Tenggara, Indonesië. Oebola Dalam telt 938 inwoners (volkstelling 2010).